# Dan Fawcus
Daniel G. Fawcus (1858 – 1925) là một cầu thủ bóng đá người Anh và là quản trị hoạt động cả châu Âu.

## Sự nghiệp
Fawcus từng là thành viên của câu lạc bộ Ý Genoa từ 1898 đến 1900, sau khi trở thành một trong những người sáng lập câu lạc bộ năm 1893. Năm 1901 Fawcus trở thành chủ tịch Genoa, và khởi đầu giải đấu mỗi 3 năm có tên Cúp Fawcus.